# Wieża widokowa na Vysokiej (Tachov)
Wieża widokowa na Vysokiej koło Tachova (czes. Rozhledna Vysoká, Tachov) – wieża widokowa na górze Vysoká (563 m n.p.m.) w Czechach w paśmie Szumawy w kraju pilzneńskim. 

## Historia i konstrukcja
Stalową wieżę ze spiralnymi schodami wzniesiono w 2014. Ma wysokość 25 (lub 28,5) metrów, a na platformę widokową prowadzą 144 schody. Całość wzmocniona jest pionowymi i przecinającymi się stalowymi linami.
W bezpośrednim sąsiedztwie wieży ulokowano ławki oraz zamontowano tablice informacyjne poszerzające wiedzę o przyrodzie, kulturze i historii regionu.

## Turystyka i widokowość
Z wieży widoczna jest panorama Tachova i znacznych obszarów Szumawy (Vlčí hora, Přimda i Rozsoch, a przy dobrej pogodzie Klínovec w Rudawach), jak również pole bitwy pod Tachowem wraz z pomnikiem.
Do wieży prowadzi zielony szlak z Tachova do przejścia granicznego Pavlův Studenec/Bärnau, a także szlak rowerowy.
W pobliżu funkcjonuje wyciąg narciarski.

## Galeria

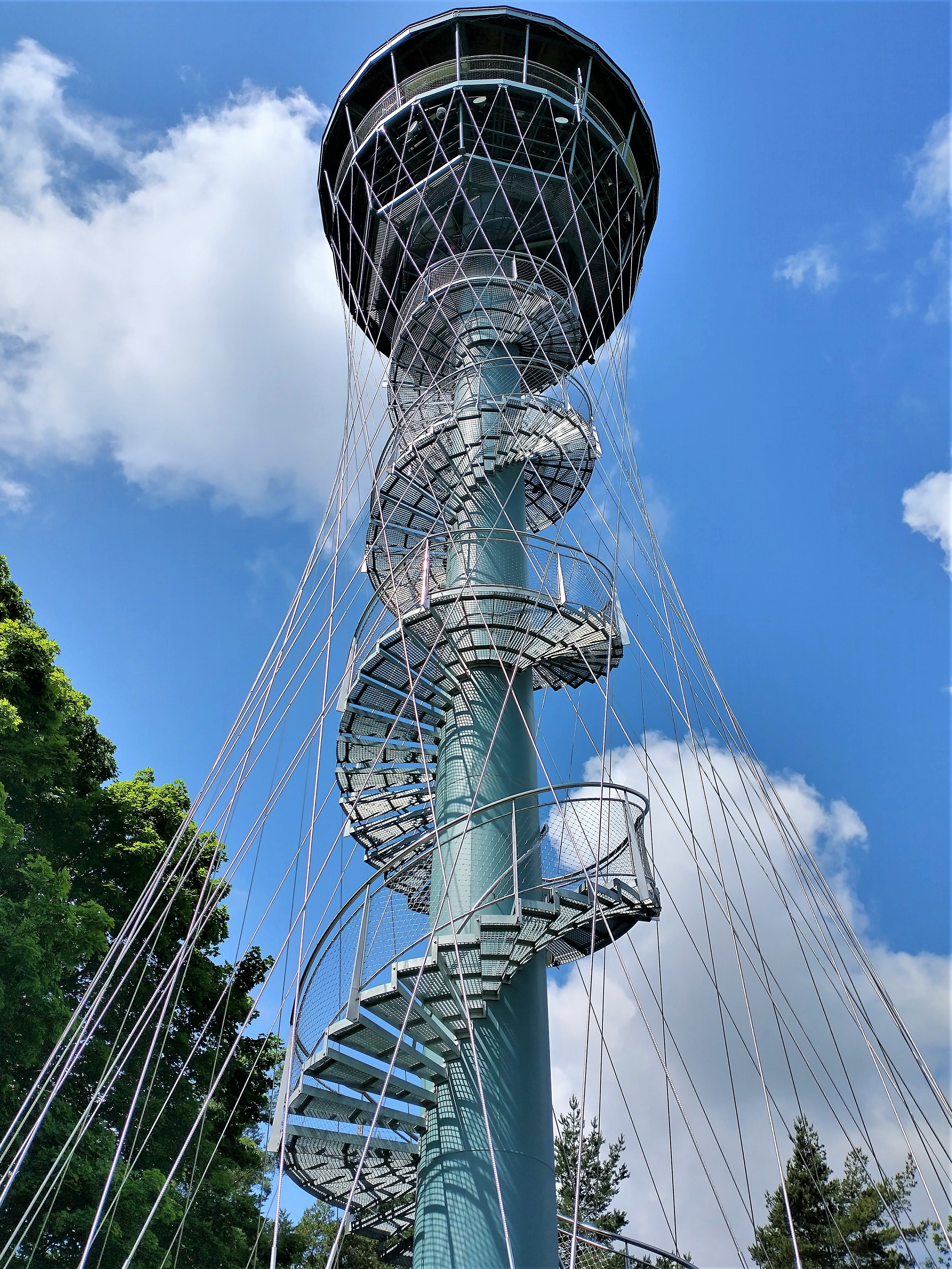
Górna część
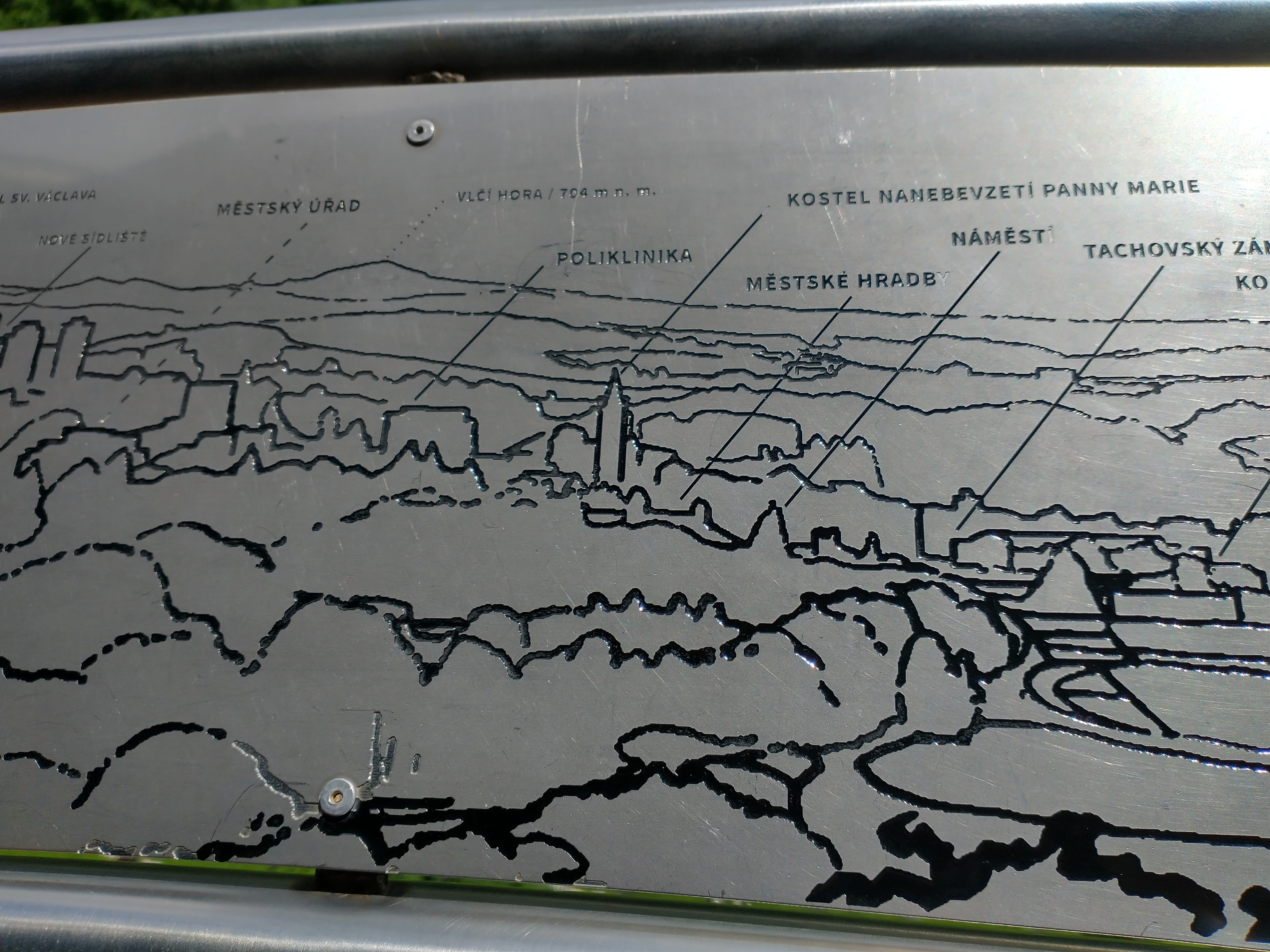
Jedna z tablic orientacyjnych
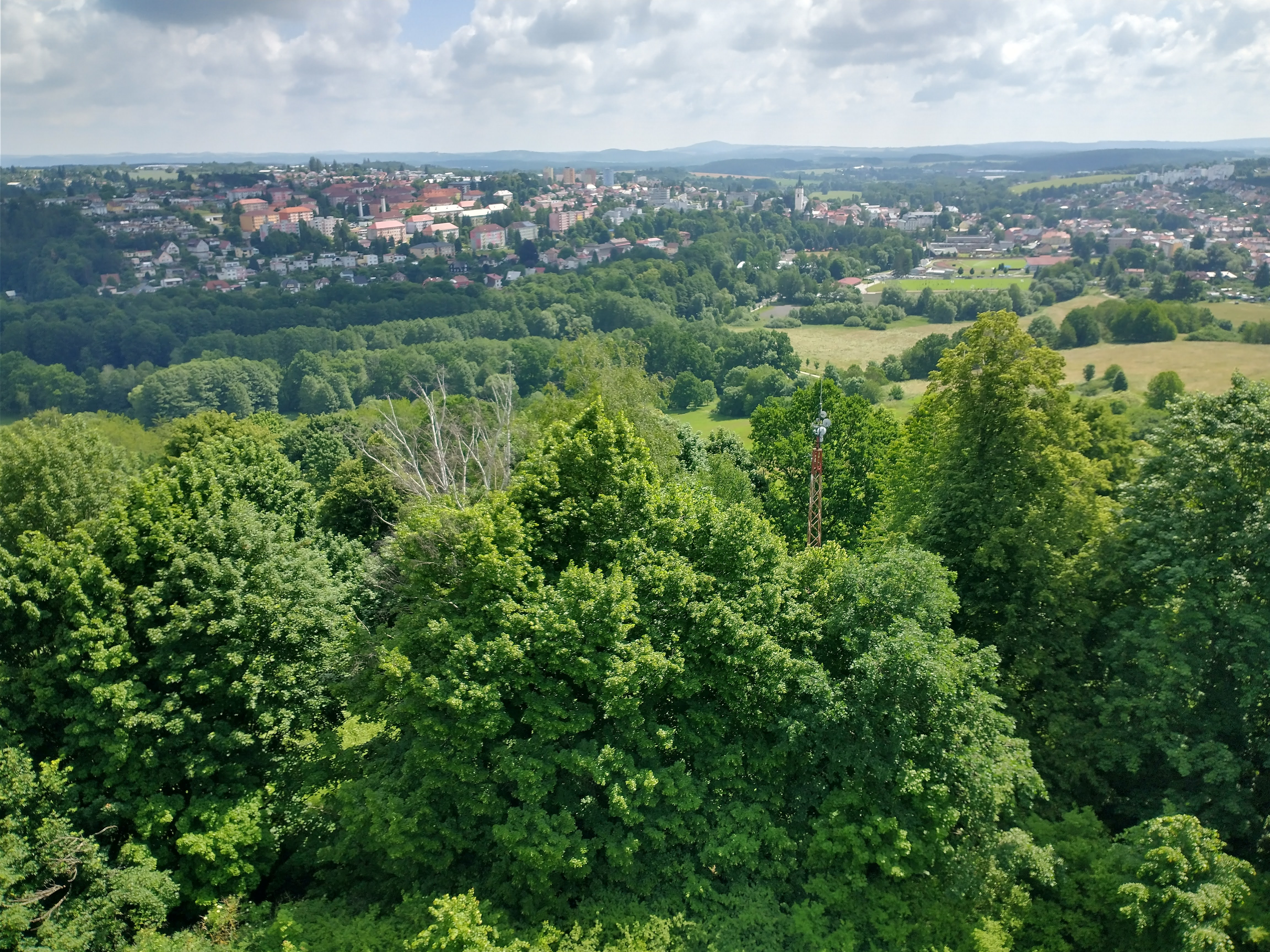
Widok na Tachov